# Amachuma de Oruro
Amachuma ist eine Ortschaft im Departamento Oruro im Hochland des südamerikanischen Andenstaates Bolivien.

## Lage im Nahraum
Amachuma liegt in der Provinz Tomas Barrón und ist die drittgrößte Ortschaft im Municipio Eucaliptus. Amachuma liegt auf einer Höhe von 3767 m zwölf Kilometer östlich des Río Desaguadero, der den Titicacasee im Norden mit dem südlich gelegenen Poopó-See verbindet. Amachuma ist Sitz der Bildungseinrichtung „Unidad Educativa Amachuma de Oruro“.

## Geographie
Amachuma liegt am Ostrand des bolivianischen Altiplano zwischen den Anden-Gebirgszügen der Cordillera Occidental im Westen und der Serranía de Sicasica als Teil der Cordillera Central im Osten. Das Klima ist ein typisches Tageszeitenklima, bei dem die Temperaturschwankungen im Tagesverlauf stärker ausfallen als im Jahresverlauf.
Die durchschnittliche Jahrestemperatur der Region beträgt etwa 8 °C (siehe Klimadiagramm Caracollo), die Monatswerte schwanken zwischen 4 °C im Juni/Juli und 11 °C im Dezember. Der Jahresniederschlag liegt bei weniger als 400 mm und ist durch eine ausgedehnte Trockenzeit von April bis Oktober mit Monatswerten unter 15 mm gekennzeichnet; nur in den Sommermonaten von Dezember bis März fallen mit 50 bis 90 mm nennenswerte Niederschläge.

## Verkehrsnetz
Amachuma liegt in einer Entfernung von 96 Kilometern nordwestlich von Oruro, der Hauptstadt des Departamentos.
Durch Oruro führt die Nationalstraße Ruta 1, die den gesamten Altiplano in Nord-Süd-Richtung durchläuft, vom Titicacasee über die Ballungsräume El Alto/La Paz, Oruro, Potosí und Tarija bis nach Bermejo an der Grenze zu Argentinien.
Auf der Strecke von El Alto nach Oruro zweigt 74 Kilometer nördlich von Oruro in der Ortschaft Panduro eine unbefestigte Landstraße in südwestlicher Richtung von der Ruta 1 ab, erreicht nach neun Kilometern Quelcata und führt auf weiteren fünf Kilometern zur Stadt Eucaliptus. Von dort sind es noch einmal sechs Kilometer in östlicher Richtung bis Alcamarca und sieben Kilometer bis Amachuma.

## Bevölkerung
Die Einwohnerzahl der Ortschaft ist in dem Jahrzehnt zwischen den beiden letzten Volkszählungen um etwa ein Siebtel zurückgegangen:
| Jahr | Einwohner         | Quelle       |
| ---- | ----------------- | ------------ |
| 1992 | keine Detaildaten | Volkszählung |
| 2001 | 576               | Volkszählung |
| 2012 | 496               | Volkszählung |
| 2024 |                   | Volkszählung |

Die Region weist einen hohen Anteil an indigener Bevölkerung auf, im Municipio Eucalitus sprechen 82 Prozent der Bevölkerung Aymara.